# Volvo EX90
Volvo EX90 — позашляховик класу Е із акумуляторною батареєю середнього розміру, який виробляє та продає Volvo Cars. Трирядний автомобіль, це флагманський позашляховик Volvo, який прийшов на зміну XC90. Він був випущений у листопаді 2022 року як перший індивідуальний електромобіль, що продається під брендом Volvo.

## Опис

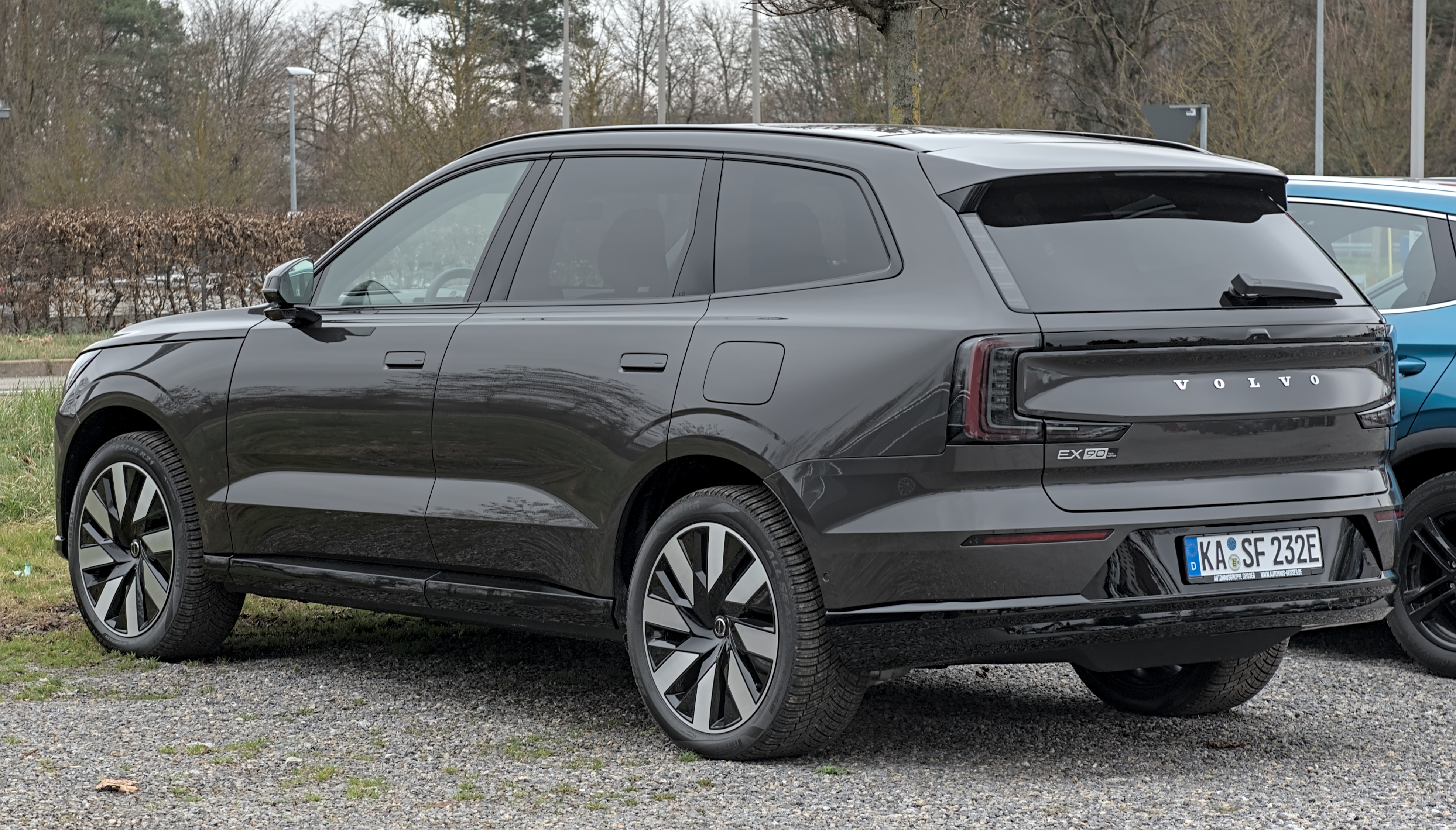
Volvo EX90

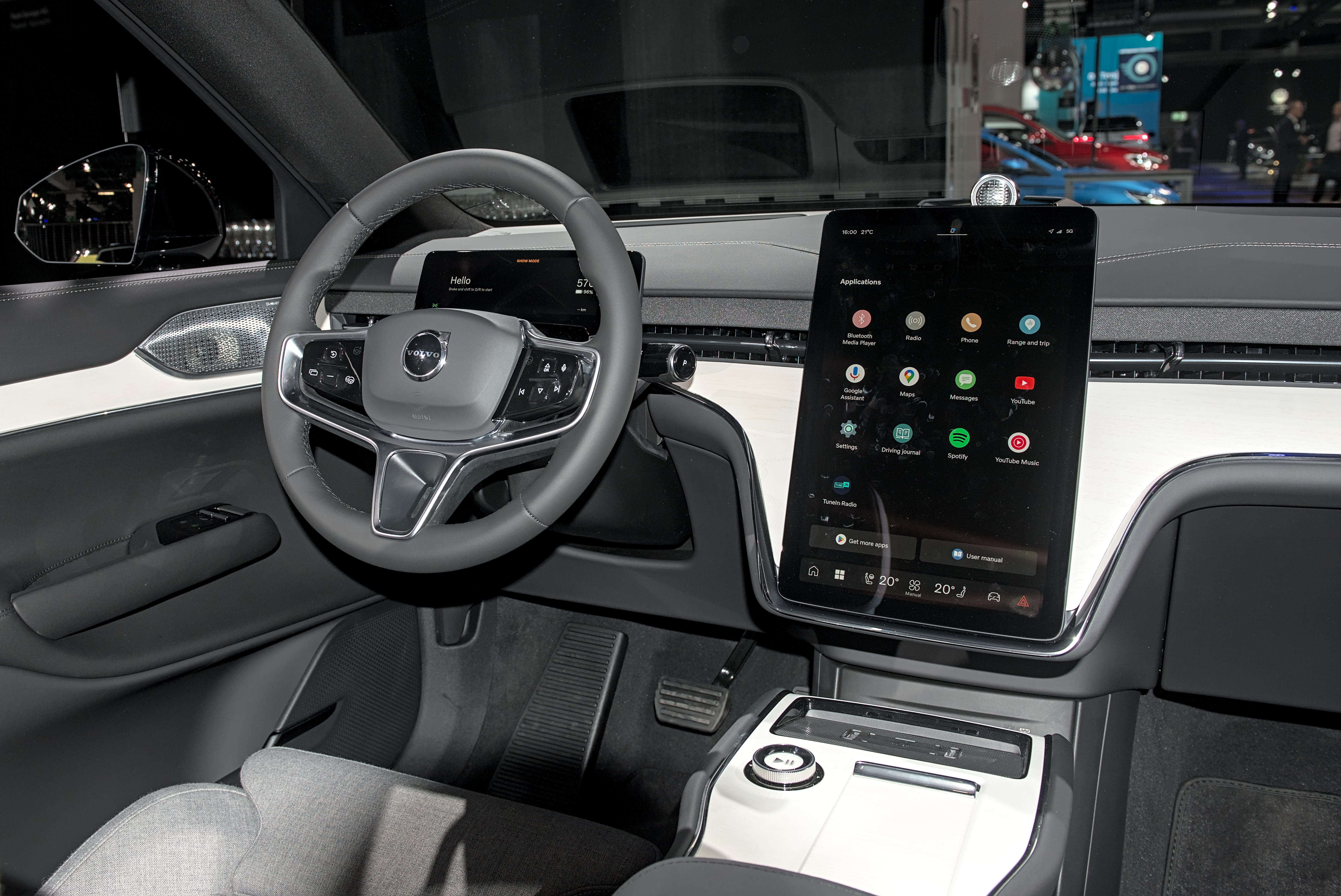

Перед презентацією дизайн автомобіля було попередньо представлено концепт-кар Volvo Concept Recharge у червні 2021 року. Звіти вказували, що серійний автомобіль буде називатися Volvo Embla.
EX90 має коефіцієнт лобового опору 0,29. Він живиться від тієї ж батареї, що й Polestar 3, ємністю 111 кВт-год (107 кВт-год корисної батареї) виробництва CATL. Завдяки зарядці постійного струму потужністю 250 кВт він здатний зарядити 10–80 відсотків приблизно за 30 хвилин. Він також підтримує двонаправлену зарядку.
Базова модель EX90 називається Twin Motor, має вихідну потужність 300 кВт (408 к.с.) і 770 Нм із запасом ходу близько 600 км (WLTP). Вища модель називається Twin Motor Performance, яка пропонує заявлений запас ходу 590 км (367 миль). Вихідна потужність становить 380 кВт (517 к.с.) для моделі, позначеної як «EE», або 370 кВт (503 к.с.) для моделі, призначеної для Північної Америки та позначеної як «E2». Усі моделі обмежені електронікою до 180 км/год.
EX90 оснащено технологією Lidar від Luminar, яка входить до стандартної комплектації для виявлення пішоходів на відстані до 250 м. У поєднанні з 16 ультразвуковими датчиками, вісьмома камерами та п'ятьма радарами EX90 забезпечує автономність рівня 3. У салоні 14,5-дюймовий вертикально встановлений сенсорний екран із підтримкою 5G. Він використовував платформу Snapdragon Cockpit від Qualcomm, щоб увімкнути можливості візуалізації Unreal Engine для обчислювальної потужності та екранної графіки на борту EX90, тоді як основна система працює на базі Nvidia Drive AI.
У листопаді 2022 року компанія Volvo представила свій повністю електричний позашляховик і підтвердила, що він матиме запас ходу на одному заряді в 300 миль на електриці. а також Volvo підтвердила, що вона буде поставлятися з більш потужною електричною силовою установкою, яка буде генерувати потужність 496 к.с. цей силовий агрегат буде оснащений повнопривідною трансмісією та одношвидкісною автоматичною коробкою передач.
Загальний вантажний об'єм Volvo EX90 складає 1915 л.